# Konarevo
Konarevo (en serbe cyrillique : Конарево) est une localité de Serbie située sur le territoire de la ville de Kraljevo, district de Raška. Au recensement de 2011, elle comptait 3 753 habitants.
Konarevo est officiellement classé parmi les villages de Serbie.

## Démographie

### Évolution historique de la population
| 1948 | 1953 | 1961  | 1971  | 1981  | 1991  | 2002  | 2011  |
| ---- | ---- | ----- | ----- | ----- | ----- | ----- | ----- |
| 823  | 930  | 1 200 | 1 961 | 2 766 | 3 351 | 3 372 | 3 753 |

|  |